# 野狐禅
野狐禅是典出无门关的一个小故事。故事的梗概是一个老人因妄言学禅的人可以“不落因果”，而遭受报应投胎为野狐。后由百丈怀海禅师解说“不昧因果”而得以恢复。
禅宗将旁门左道的修禅行为称为野狐禅。日常用语中引申为独辟蹊径、特立独行的行为。